# 伦敦路

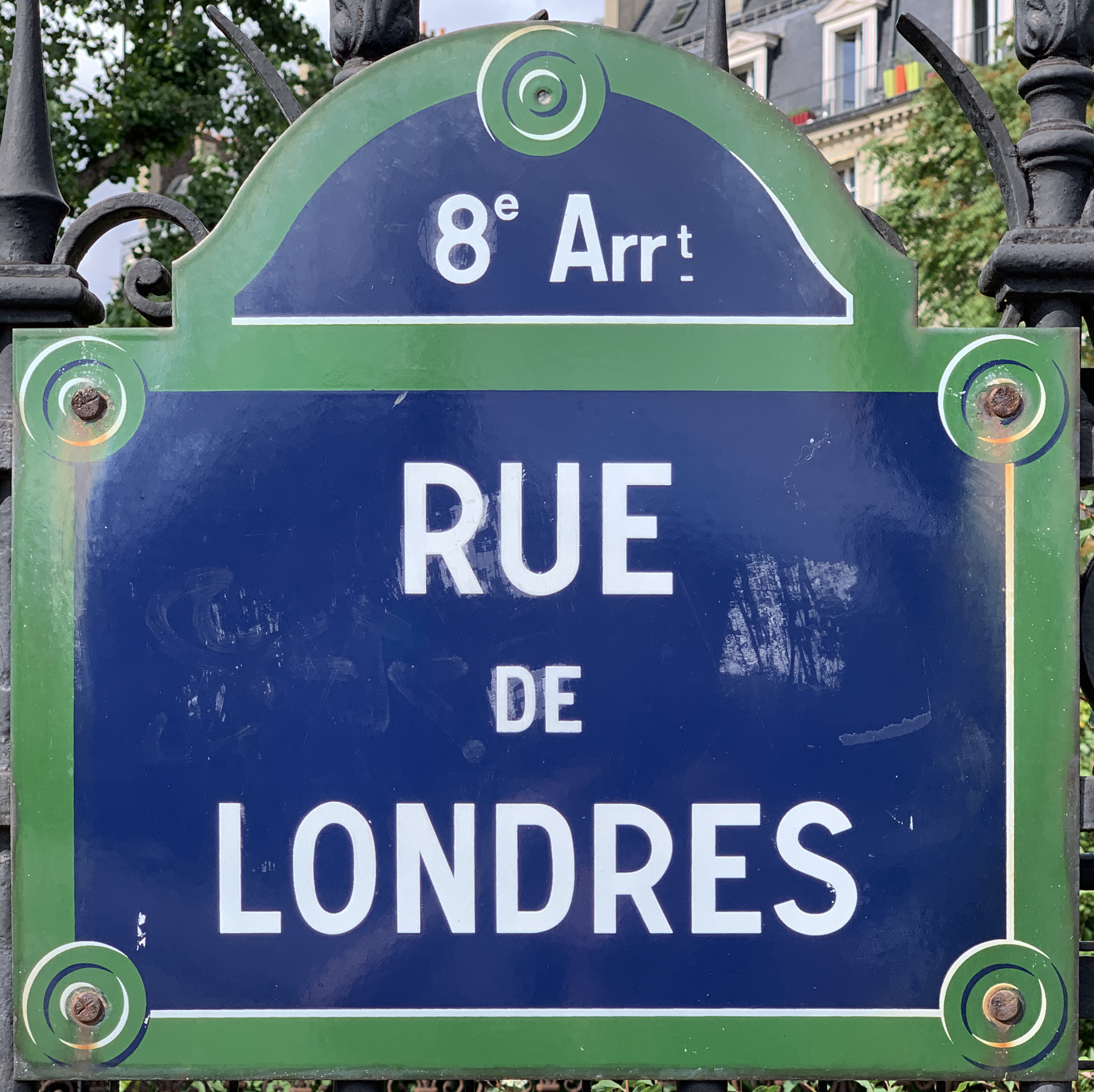

伦敦路（Rue de Londres）是巴黎第八区和第九区的一条街道，始于克利希路（rue de Clichy）1号，终于欧洲广场。阿姆斯特丹路和欧洲广场之间属于巴黎第八区。阿姆斯特丹路和克利希路之间属于巴黎第九区。
伦敦路土地于1826年归属海哲曼和米尼翁，他们在此开辟欧洲区，此路以英国首都伦敦命名。道路宽度定为15米。 